# Line Renée Jensen
Line Renée Jensen (født 18. juli 1992) er en dansk atlet medlem af Randers Freja tidligere i Skive AM.
Line Renée Jensen vandt som 18-årig DM-sølv i stangspring 2010. Hun kom med 3,93 i Gøteborg 12. februar 2011 over kravet til Junior-EM 2011 i Tallinn.
Line Renée Jensen kvalificerede sig fredag til EM-U23 2013, da hun vandt et stævne i Gøteborg ved at klare 4,05, som er identisk med kravet til EM-U23. Hun klarede i maj 4,09 ved et gadestævne i Recklinghausen i Tyskland, et resultat som ikke kan anerkendes i den officielle statistik. Hun sprang sit højeste nogensinde med 4,10, da de Vestdanske Ungdomsmesterskaber blev afholdt på Skive Stadion 17. juni og muligt vejr tvang arrangørerne til at flytte stangspring ind i den nærliggende Spar Nord Arena.
Line Renée Jensen som trænes af Ole Kvist og Hans Henrik Aackmann går 3.g på Skive Gymnasium og HF.

## Internationale ungdomsmesterskaber
- 2012 U23-NM Stangspring  Bronze 3,90
- 2011 U20-NM Stangspring  Sølv 3,75
- 2011 JEM Stangspring 20. plads 3,90

## Danske mesterskaber
- Sølv 2010 Stangspring 3,45

## Personlig rekord
- Stangspring-inde: 4,10 Spar Nord Arena, Skive 17. juni 2013
- Stangspring: 4,09 Recklinghausen, Tyskland 25. maj 2013 (uofficiel)
- Stangspring: 4,05 Gøteborg, Sverige 14. juni 2013